# Death Penalty
Death Penalty är det brittiska heavy metal-bandet Witchfinder Generals debutalbum, utgivet i september 1982. Albumet utgavs på LP, kassettband, CD och bild-LP. På albumets konvolut ses glamourmodellen Joanne Latham.

## Låtlista
Alla låtar är skrivna av Zeeb Parkes och Phil Cope.
Sida A
1. "Invisible Hate" – 6:05
2. "Free Country" – 3:10
3. "Death Penalty" – 5:35

Sida B
1. "No Stayer" – 4:25
2. "Witchfinder General" – 3:51
3. "Burning a Sinner" – 3:28
4. "R.I.P." – 4:04

## Medverkande

### Witchfinder General
- Zeeb Parkes – sång
- Phil Cope – gitarr, basgitarr
- Graham Ditchfield – trummor

### Övriga
- Pete Hinton – producent
- Robin George – ingenjör
- Tim Young – mastering
- Joanne Latham – omslagsmodell